# Nudi maschili
Nudi maschili (Nude Men, 1993) è il romanzo debutto dalla scrittrice statunitense Amanda Filipacchi. Lo scrisse all'età di 24 anni come tesi per il Graduate Creative Writing program della Columbia University. È stato pubblicato da Viking in copertina rigida e da Penguin in brossura. Tradotto in tredici lingue, è stato un bestseller in Belgio e oggi fu parte del curriculum di alcuni licei olandesi.
Il regista Louis Malle la ha lodato con queste parole: ‘Nudi maschili e tutto ciò che non ti aspetti—spiritosissimo, con una trama piena di sorprese e completamente originale.'
Le recensioni per Nudi maschili sono state per la maggior parte piene d'ammirazione sia negli Stati uniti che oltremare. I critici spesso citano la sua originalità, inventività ed umorismo.
Passi di Nudi maschili sono stati antologizzati in:
- The Best American Humor 1994 (pubblicato da Simon&Schuster)
- Voices of the Xiled (pubblicato da Doubleday in 1994)
- The Good Parts: The Best Erotic Writing in Modern Fiction (pubblicato da Berkley Books 2000)
- Woman's Wicked Wisdom (Chicago Review Press 2004)

## Sommario del trama
Nudi maschili parla di un uomo di ventinove anni chi diventa l'oggetto di mire sessuali da parte di una undicenne precoce. Il romanzo esplora l'attrazione dell'uomo per la bambina e l'orrore che ne consegue. Inoltre, il romanzo esplora la fatica di resistere alle tentazioni.

## Edizioni
- Amanda Filipacchi, Nudi maschili, Arnoldo Mondadori, 1994.